# Edward Moran
Edward Moran (Bolton, 19 de agosto de 1829 — Nova Iorque, 8 de junho de 1901) foi um pintor estadunidense de arte marinha nascido na Inglaterra. Moran é indiscutivelmente mais famoso por sua série de 13 pinturas históricas da história marinha dos Estados Unidos.

## Biografia

### Infância e educação

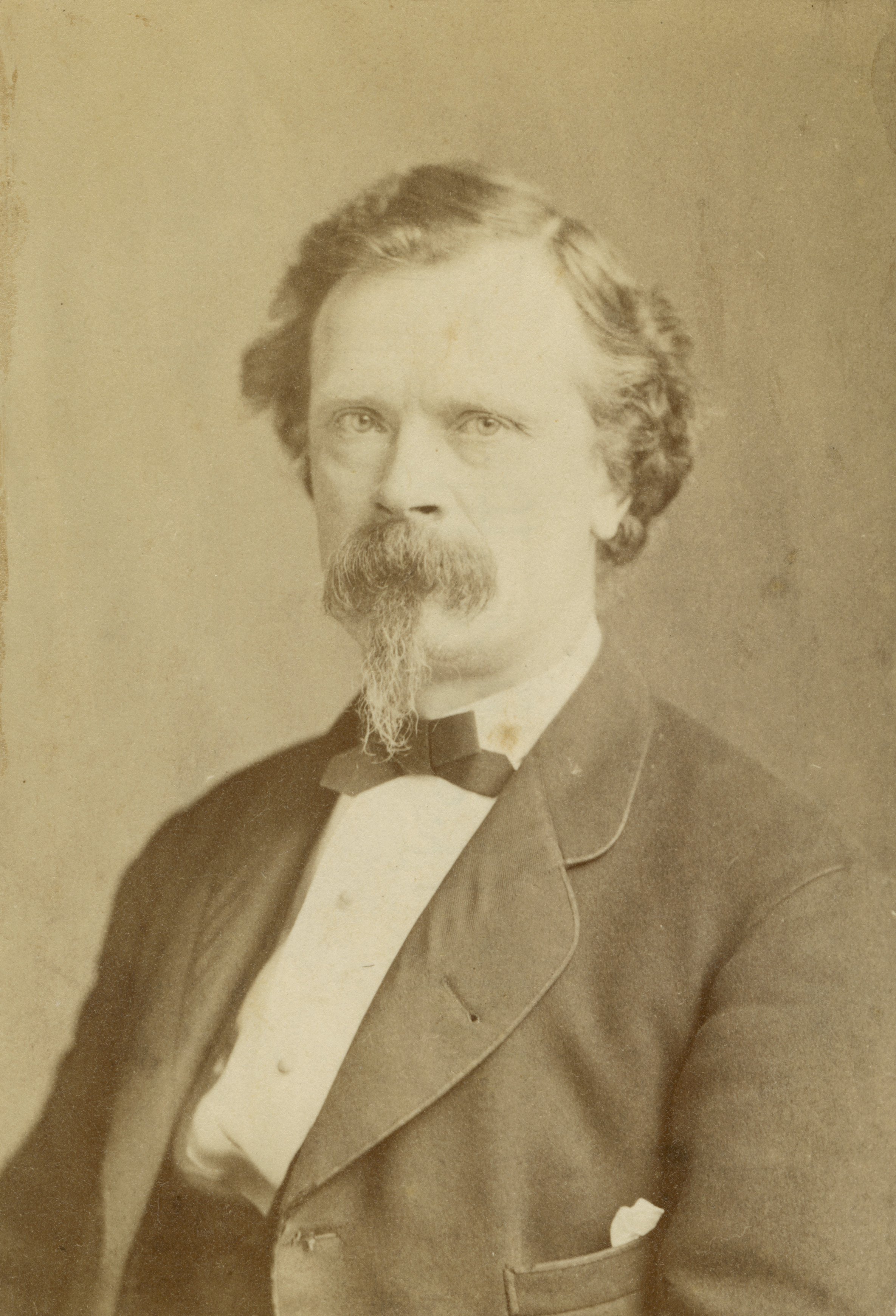
Edward Moran, final dos anos 1860, impressão de albumina (carte-de-visite), Departamento de Coleções de Imagens, Biblioteca Nacional da Galeria de Arte, Washington, DC

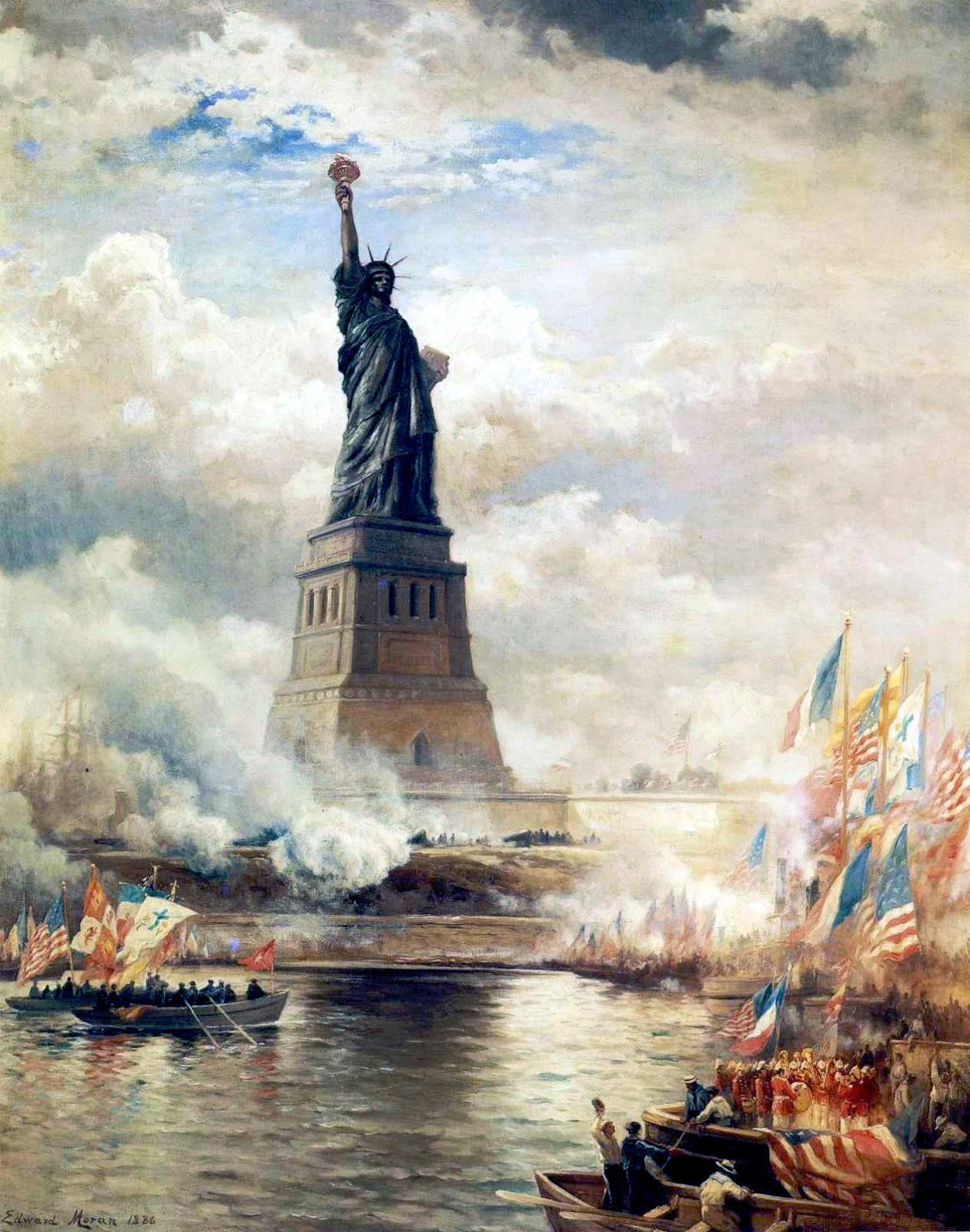
Revelação da Estátua da Liberdade Iluminando o Mundo, 1886

Moran nasceu em 19 de agosto de 1829 em Thomas e Mary Higson de Lancashire, Inglaterra. Seguindo os passos da profissão de seu pai, ele aprendeu a operar um tear manual em uma idade jovem, embora muitas vezes fosse encontrado desenhando com carvão no tecido branco em vez de fazer a tecelagem. Sua família emigrou pela primeira vez para Maryland em 1844 e, em seguida, para a Filadélfia um ano depois. Embora Moran adorasse contar aos outros uma história de caminhar sozinho de Baltimore à Filadélfia para encontrar um futuro melhor para si mesmo, sua sobrinha declarou que toda a família se mudou para a cidade juntos.

### Carreira artística
Foi na Filadélfia por volta de 1845 que Edward aprendeu com James Hamilton e com o pintor paisagista Paul Weber; Hamilton guiou Moran especificamente no estilo de pinturas marinhas. Na década de 1850, Moran começou a fazer seu nome no cenário artístico da Filadélfia; trabalhando no mesmo estúdio que seu irmão mais novo, o famoso pintor americano Thomas Moran, Edward recebeu encomendas e até completou alguns trabalhos litográficos. Em 1862, ele viajou para Londres e tornou-se aluno da Academia Real Inglesa. Depois de voltar para Filadélfia, Moran casou com Annette Parmentier (a sua segunda esposa), que também aprendeu arte de paisagem por conta própria. Ele então abriu um estúdio em Nova Iorque em 1872, e por algum tempo depois de 1877 viveu em Paris.
Uma de suas exposições mais conhecidas, intitulada Land and Sea, mostrou 75 de suas pinturas de paisagens e marinhas em março de 1871; essas pinturas foram posteriormente ilustradas em um catálogo com o mesmo nome. Os rendimentos da exposição, do catálogo e da venda de outra pintura (The Relief Ship Entering Havre) foram doados por Moran para ajudar os sofredores da Guerra Franco-Prussiana.
Em 1885, no auge da carreira, Moran deu início ao que seria considerado sua obra mais importante — uma série de 13 pinturas que representavam a história marinha dos Estados Unidos. Ele escolheu ter treze pinturas na série por causa da importância do número na história americana (13 colônias, 13 estrelas e listras na bandeira original dos EUA, etc. ). Os temas incluem Leif Ericsson, Cristóvão Colombo, Hernando de Soto, Henry Hudson e George Dewey, entre outros. Não muito depois de sua conclusão, a série foi exibida na Exposição Universal de 1893 em Chicago.

## Fim de vida e morte
Moran viveu na cidade de Nova Iorque até sua morte em 1901. Embora ele tivesse dado a série de treze pinturas para sua esposa vários anos antes, uma batalha legal se seguiu após sua morte sobre a propriedade das pinturas: o executor dos bens de Moran recusou-se a entregá-las, declarando que estavam legalmente sob sua proteção. A Suprema Corte da cidade de Nova York acabou julgando a favor da viúva de Moran.
Na época de sua morte, Moran era amplamente considerado um dos mais importantes pintores de marinha do século XIX. Hoje ele não é tão conhecido, eclipsado pelo trabalho de seu irmão mais novo, Thomas Moran, cuja carreira ele ajudou a lançar. Além disso, seus filhos Edward Percy Moran (nascido em 1862) e Leon Moran (nascido em 1864), seu outro irmão Peter Moran (nascido em 1842), e seu sobrinho Jean Leon Gerome Ferris, também se tornaram artistas estadunidense proeminentes.

## Galeria

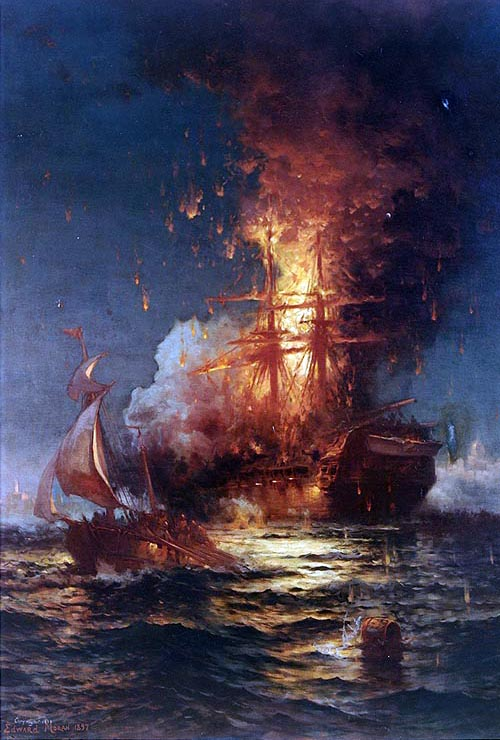
Embarque na Fragata dos Estados Unidos na Filadélfia no Porto de Trípoli (1804)
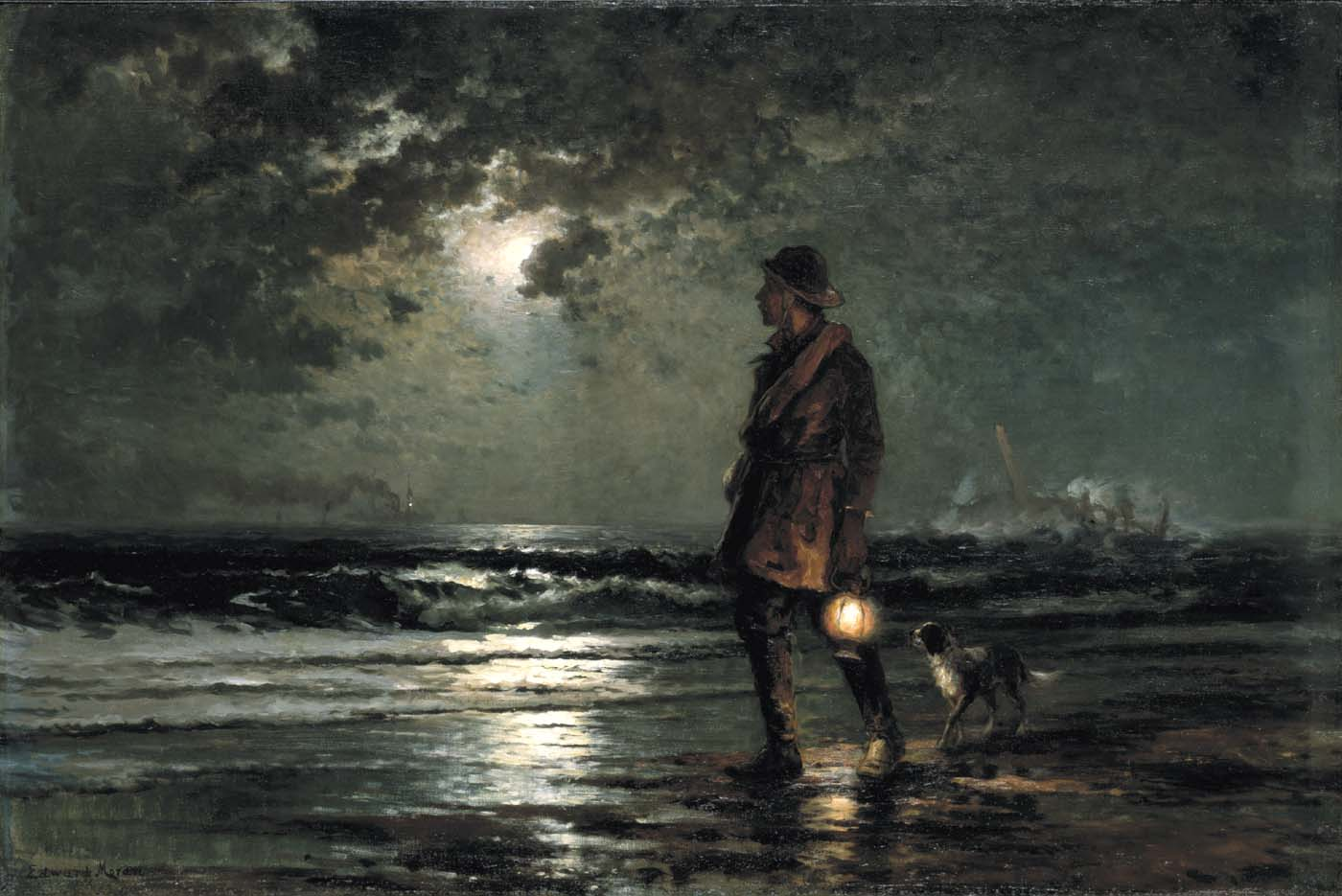
Patrulha Salva-Vidas (1893)
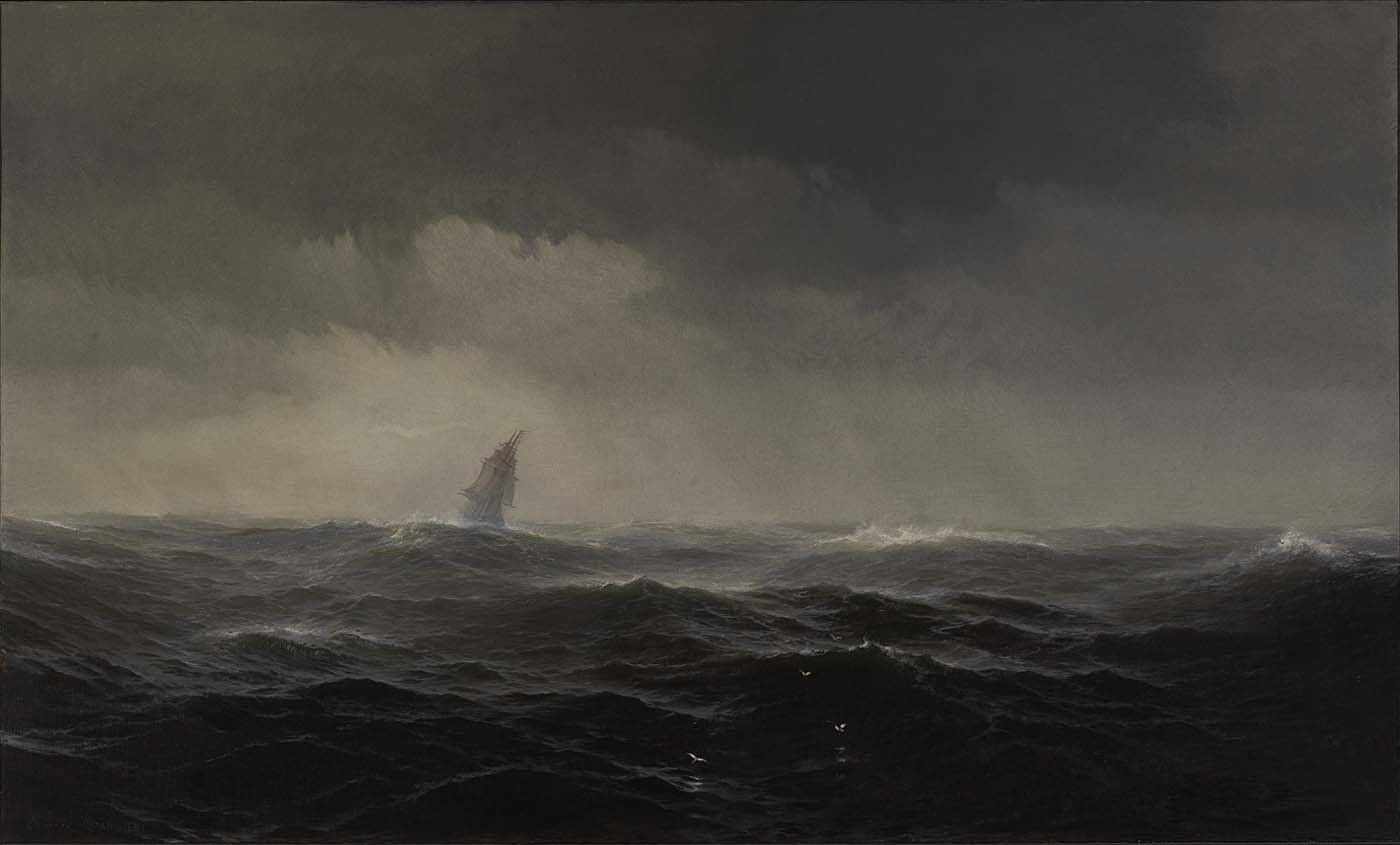
O Mar (1870)
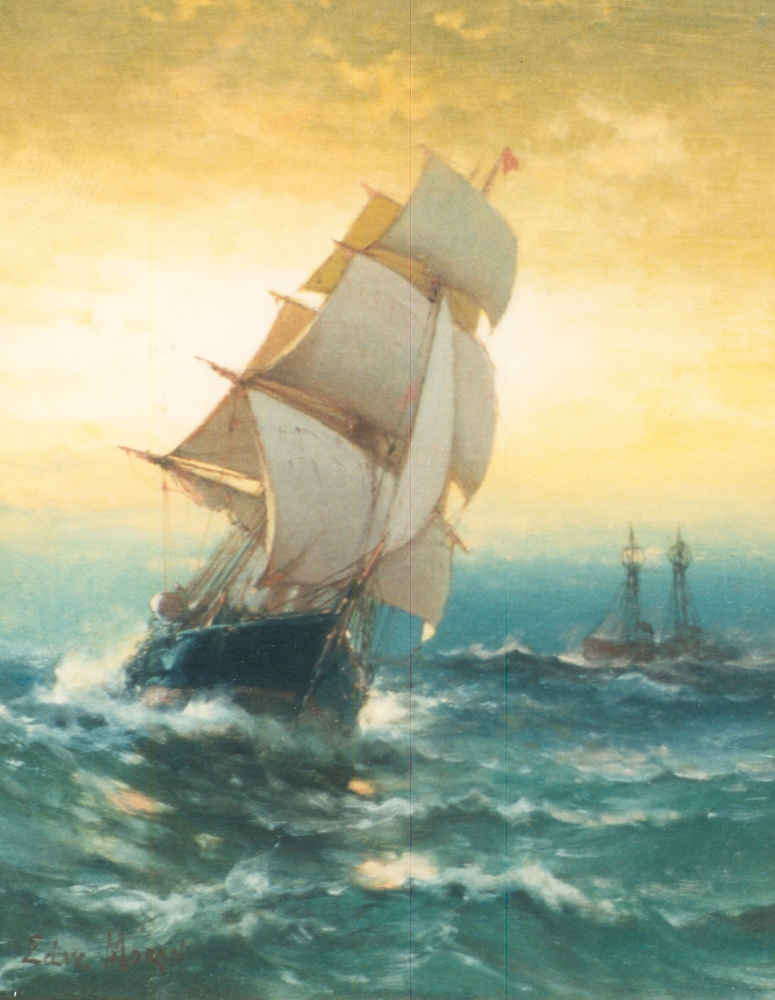
Brigue de Sandy Hook (c. 1870)